# Pakho Kalan
Pakho Kalan es una ciudad de la India en el distrito de Barnala, estado de Punyab.

## Geografía
Se encuentra a una altitud de 224 m s. n. m. a 184 km de la capital estatal, Chandigarh, en la zona horaria UTC +5:30.

## Demografía
Según estimación 2010 contaba con una población de 10 182 habitantes.